# إسطركن ثلاثي العروق
إسطركن ثلاثي العروق (الاسم العلمي:Strychnos trinervis) هو نوع من النباتات يتبع جنس الإسطركن من الفصيلة اللوغانية.